# Hellions (film)
Ne doit pas être confondu avec Hellions.
Pour plus de détails, voir Fiche technique et Distribution.
Hellions est un film d'horreur canadien coécrit et réalisé par Bruce McDonald, sorti en 2015.

## Synopsis
Une adolescente est tourmentée durant la nuit d'Halloween.

## Fiche technique
- Titre original : Hellions
- Titre français :
- Titre québécois :
- Réalisation : Bruce McDonald
- Scénario : Pascal Trottier et Bruce McDonald
- Direction artistique : Andrew Berry
- Décors :
- Costumes : Sarah Millman
- Photographie : Norayr Kasper
- Montage : Duff Smith
- Musique : Todor Kobakov et Ian LeFeuvre
- Son : John Douglas Smith
- Production : Paul Lenart et Frank Siracusa[1]
- Sociétés de production :
- Sociétés de distribution :
- Budget :
- Pays d’origine :  Canada
- Langue : Anglais
- Format : Couleurs - 35 mm - 2,35:1 - Son Dolby numérique
- Genre : Film d'horreur
- Durée : 80 minutes
- Date de sortie :
- États-Unis : 25 janvier 2015 (Festival du film de Sundance 2015)

## Distribution
- Robert Patrick : Corman
- Rossif Sutherland : le Dr Henry
- Luke Bilyk : Jace
- Rachel Wilson : Kate Vogel
- Peter DaCunha : Remi Vogel
- Chloe Rose : Dora Vogel